# Giulio Racah

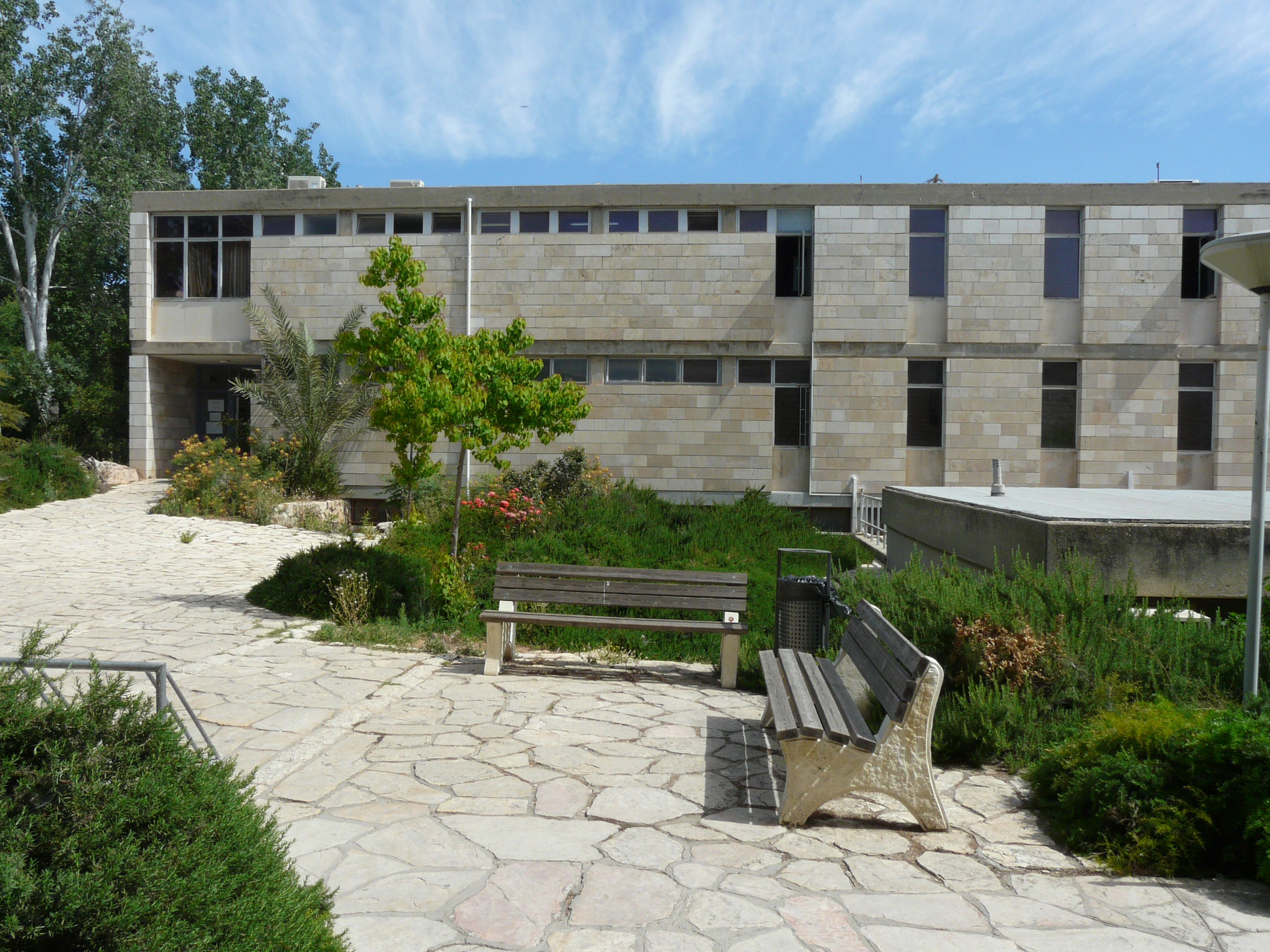
Instituto Racah de Físicas en el campus de Jerusalén de la Universidad Hebrea Givat Ram

Giulio (Yoel) Racah (en hebreo: ג'וליו (יואל) רקח;‎) (9 de febrero de 1909 – 28 de agosto de 1965) fue un matemático y físico italo-israelí.

## Biografía
Nacido en Florencia, Italia, Racah se graduó en la Universidad de Florencia en 1930, y a continuación estudió en Roma con Enrico Fermi. En 1937 fue nombrado Profesor de Físicas en la Universidad de Pisa. En 1939, debido a la aplicación de leyes antijudías en Italia, Racah inmigró al Mandato británico de Palestina, siendo nombrado Profesor de Física Teórica en la Universidad Hebrea de Jerusalén, donde llegaría a ser Decano de la Facultad de Ciencias, y finalmente Rector y Presidente suplente. El instituto de física de la Universidad Hebrea lleva el nombre de "Instituto de Física Racah".
En la guerra árabe-israelí de 1948, Racah sirvió como comandante delegado de las fuerzas israelíes que defendieron el Monte Scopus.
Las labores de investigación de Racah se centraron principalmente en los campos de la física cuántica y de la espectroscopia atómica. Su primer logro fue idear un procedimiento general sistemático para clasificar los niveles de energía de átomos de configuración abierta, que ha permanecido como la técnica aceptada para cálculos prácticos de estructura atómica. Este procedimiento fue descrito en una monografía realizada conjuntamente con su primo Ugo Fano (Irreducible Tensorial Sets, 1959).
Racah murió a la edad de 56 años, aparentemente asfixiado por la fuga de gas de un calentador.

## Reconocimientos
- En 1958, Racah recibió el Premio Israel en Ciencias Exactas.[5]
- El cráter lunar Racah lleva este nombre en su memoria.[6]
- El asteroide (137217) Racah también conmemora su nombre.[7]